# قناة الساحة
قناة الساحة هي قناة شعبية سعودية تهتم بالمورث الشعبي السعودي من عرضات ومحاورات و عروض شعبية محلية. انطلقت عام 2006 وبدأت بثها من جمهورية مصر. رئيس مجموعة قنوات الساحة هو الشاعر السعودي ناصر القحطاني.

## برنامج مسابقة شاعر المعنى
أطلقت قناة الساحة الفضائية مسابقة شاعر المعنى والذي يعنى بشعر المحاورة وقد انطلقت عدة نسخ لهذه المسابقة وكانت النسخة الأولى في مسرح المفتاحة بمدينة أبها في عام 2008، برعاية الأمير فيصل بن خالد آل سعود، والنسخة الثانية (شاعر المعنى 2) كانت في مدينة الرياض في عام 2011، برعاية الأمير تركي بن طلال آل سعود أمير منطقة عسير، كما انطلقت النسخة الثالثة (شاعر المعنى 3) في العام 2013 في المنطقة الشرقية بالدمام برعاية الأمير سعود بن نايف بن عبدالعزيز آل سعود أمير المنطقة الشرقية، وانطلقت النسخة الرابعة (شاعر المعنى 4) في مدينة بريدة بمنطقة القصيم برعاية الأمير فيصل بن مشعل آل سعود أمير منطقة القصيم.